# Станчева, Магдалина
Магдалина Станчева (болг. Магдалина Михайлова Станчева, 7 сентября 1924, София, Болгария — 6 октября 2014, там же) — болгарский археолог и музеевед. Будучи одним из первых музееведов в стране, она сыграла большую роль в деле сохранения исторического наследия Софии. Станчева сотрудничала как с Международным советом музеев, так и с ЮНЕСКО в определении национальных объектов охраны и была отмечена многими наградами за её заслуги в деле сохранения культурной истории страны, в том числе орденом «Кирилла и Мефодия» I и II степеней, Национальным орденом Труда и званием Почётного гражданина Софии.

## Ранние годы
Магдалина Станчева родилась 7 сентября 1924 года в Софии, столице Болгарии. Она окончила местную Первую среднюю школу для девочек и поступила в Софийский университет. Во время ещё своей учёбы в школе она участвовала в превентивных археологических проектах в центре Софии, который восстанавливался после бомбардировок во время Второй мировой войны. Станчева окончила университет в 1948 году по специальности «классическая филология и история».

## Карьера
В 1951 году Станчева начала работать в Муниципальном музее Софии, принимая участие и в его археологических исследованиях. В 1952 году она предложила изменить его название на Исторический музей Софии (ныне он известен как Софийский областной исторический музей), после этого переименования она была назначена его старшим куратором. В следующем году Станчева заняла должность заведующей отделом археологии музея. В качестве одного из первых музееведов Болгарии она руководила работами музея по сохранению артефактов, обнаруженных в ходе раскопок церкви Святой Петки Самарджийской, ротонды церкви Святого Георгия, восточных ворот крепости Сердика и многих других объектов. Она также сама руководила раскопками и участвовала в археологических исследованиях в Софии и во всей стране.
С 1950-х по 1970-е годы Станчева возглавляла работы по сохранению археологических памятников, стремясь добиться для них статуса объектов культурного наследия. Сотрудничая с Международным советом музеев и ЮНЕСКО, она сумела сделать так, что такие объекты как Боянская церковь, Рильский монастырь и Казанлыкская гробница были признаны памятниками культуры, подлежащими сохранению и защите. Станчева также написала более 600 работ на разных языках об истории Болгарии и Фракии, истории и археологии Софии, проблемах сохранения исторического наследия, конфликтах между необходимостью урбанизации и необходимостью сохранения исторического наследия. Она публиковалась во множестве научных журналов Болгарской академии наук и Болгарского исторического общества.
В начале 1970-х годов Станчева была назначена болгарским делегатом в Международный совет музеев в Париже и Комитет всемирного культурного наследия ЮНЕСКО. Она занимала пост вице-президента этого комитета в течение шести лет и вела образовательные программы как на «Радио София», так и на «Радио ЮНЕСКО». За свою деятельность она была удостоена многочисленных наград, в том числе ордена «Святых Кирилла и Мефодия» I и II степеней за её усилия по сохранению исторического наследия, а также Национального ордена Труда серебряной степени за годы деятельности. В 1985 году Станчева оставила музейную работу и активную археологическую деятельность, став консультантом на добровольной основе при Министерстве культуры по вопросам правовой защиты культурного наследия. Она также преподавала в Софийском университете, Болгарской национальной художественной академии и Новом болгарском университете, обучив десятки музееведов.
В своей работе Станчева строго придерживалась научной доказательности. Она участвовала в двух комиссиях по вопросу о том, принадлежали ли найденные в церкви Святой Петки останки Василу Левскому, и придерживалась позиции, что не основанное на твёрдых доказательствах связывание человека или события с каким-либо местом подрывает авторитет историков и археологов. Популярный писатель Николай Хайтов обвинил Станчеву в участии в заговоре с целью помешать расследованию места захоронения Левского и публично обвинил её в ненадлежащем обращении с его останками. Она категорически отрицала, что имелась какая-либо попытка скрыть эти останки, и утверждала, что, когда скелет с номером 95 прибыл в музей, его отправили, как и все остальные останки, Петру Боеву в Археологический институт для изучения. Поскольку эти кости были утеряны, комиссии пришли к выводу, что невозможно провести их полноценную идентификацию.
В 1990 году Станчева разработала учебную программу о культурном наследии для Нового болгарского университета и вела курсы в рамках этой программы до 2004 года. После того, как она оставила преподавательскую деятельность, она продолжила научные исследования и опубликовала две книги: София: От древността до нови времена (София: От древности до новых времён, 2009) и Мадарският конник (Мадарский всадник, 2013). Станчева была удостоена звания почётного гражданина Софии в 2010 году.

## Смерть и признание
Магдалина Станчева умерла 6 октября 2014 года в Софии. Её личные документы, в том числе книги и документы международных конгрессов по археологии и охране наследия, были переданы в дар библиотеке Нового болгарского университета в 1997 году.

## Избранные работы
- Bulgarie: 3 capitales anciennes; Pliska, Preslav, Tirnovo :  [фр.]. — Paris, France : Presses de l'Unesco, 1981. — ISBN 978-9-232-01921-9.
- Archaeological Sites in Modern Bulgarian Towns. — Sofia, Bulgaria : Sofia Press, 1982.
- The Bulgarian Contribution to the World Cultural Heritage. — Sofia, Bulgaria : Technika, 1989.
- Nine Wonders of Bulgaria. — Sofia, Bulgaria : Zlatostrouy, 1993. — ISBN 978-9-548-15806-0.
- Veliki Preslav. — Sofia, Bulgaria : Zlatostrouy, 1993. — ISBN 978-9-548-15814-5.
- София: От древността до нови времена :  [болг.]. — Sofia, Bulgaria : Nov bŭlgarski universitet, 2009. — ISBN 978-9-545-35579-0.
- Мадарският конник :  [болг.]. — Sofia, Bulgaria : Nov Bălgarski Univ., 2013. — ISBN 978-9-545-35761-9.